# 李顺堤
李顺堤（1962年—），汉族，中华人民共和国政治人物、第十一届全国政协委员。
加入中国民主建国会，担任福建省工商联副主席、福建顺盛集团董事长。2008年，当选第十一届全国政协委员，代表经济界，分入第三十七组。